# Historia y bibliografía de la prensa sevillana
Historia y bibliografía de la prensa sevillana es una obra de Manuel Chaves Rey, publicada por primera vez en 1896.

## Descripción

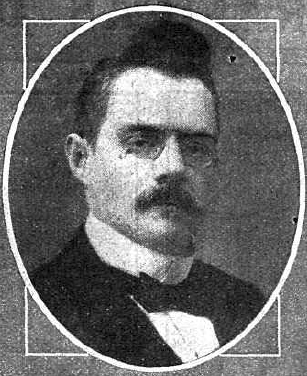
Manuel Chaves Rey, autor de la obra

La obra, según Joaquín Guichot y Parody, cronista oficial de Sevilla y autor del prólogo, recoge en más de cuatrocientas páginas un «verdadero y notable resumen del origen, desarrollo y estado actual [por finales del siglo XIX] del periódico y del periodismo en la capital de Andalucía». Incluye al final una «lista cronológica de los periódicos que han vito la luz en Sevilla desde 1661 á fines de 1896» e índices alfabéticos de periódicos y periodistas. Guichot y Parody habla de «ardua labor de investigación constante y de trabajo asiduo y erudito, que hacen de este libro obra utilísima para el estudio de uno de los factores de la cultura de Sevilla, y á la vez curiosa por la novedad y lo ameno de su redacción». La obra se publicó en la imprenta de E. Rasco, costeada por Manuel Pérez de Guzmán y Boza, marqués de Jerez de los Caballeros. Luis Vidart, en su reseña para el Boletín de la Real Academia de la Historia, señala que se trata de un libro «de no pequeña utilidad para el conocimiento de la historia de Sevilla».